# Henri-Louis Empeytaz

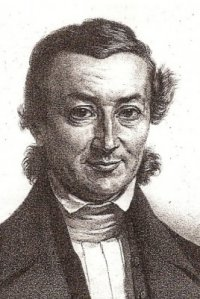
Henri-Louis Empeytaz

Henri-Louis Empeytaz, auch Henri-Louis Empaytaz (* 21. Mai 1790 in Genf anderes Datum 1796; † 23. April 1853 in Plainpalais bei Genf), war ein Schweizer evangelischer Geistlicher.

## Leben

### Familie
Henri-Louis Empeytaz entstammte einer Familie aus der Dauphiné, die 1790 das Genfer Bürgerrecht erhielt. Er war der Sohn des Buchhändlers Antoine Empeytaz (* um 1757; † 5. Dezember 1810 in Genf) und dessen Ehefrau Isaline (* um 1754; † 5. Februar 1837 in Plainpalais), Tochter von Constantin Miroglio.
Er war mit Elisabeth-Jeanne-Henriette (* 19. September 1790 in Genf; † 22. September 1871 in Plainpalais), Tochter von Jean-Pierre Trembley (1760–1826), verheiratet.

### Werdegang
Henri-Louis Empeytaz immatrikulierte sich 1812 zu einem Theologiestudium an der Académie de Genève, wurde jedoch bereits 1814 aufgrund seines Engagements für Baronin Juliane von Krüdener wieder ausgeschlossen. Er schloss sich der Baronin an, wurde ihr Sekretär und begleitete sie nach Deutschland und Aarau. Er predigte mit ihr in Basel, Heidelberg und in Paris vor Alexander I., der unter ihrem Einfluss seinen Verbündeten Österreich und Preußen den Text der Heiligen Allianz unterbreitete. Ein Bündnis, das nach dem endgültigen Sieg über Napoléon Bonaparte, am 26. September 1815 in Paris abgeschlossen wurde.
Nach seiner Rückkehr nach Genf 1817 war er von 1818 bis 1839 Pfarrer der unabhängigen, von ihm gegründeten Bourg-de-Four-Kirche, die 300 Mitglieder hatte, sowie von 1839 bis 1853 Pfarrer der Evangelischen Kirche von La Pélisserie.

### Geistliches und berufliches Wirken
Henri-Louis Empeytaz beschäftigte sich bereits mit vierzehn Jahren intensiv mit dem Christentum und wollte, nach der Französischen Revolution und der Regierungszeit von Napoleon Bonaparte, den reformierten Glauben von allen liberalen Bestrebungen befreien und wieder zur reinen Lehre des 16. Jahrhunderts zurückkehren; er war einer der Mitbegründer der Genfer Réveil.
Er gründete 1810 gemeinsam mit Jean-Nicolas Coulin (nicht zu verwechseln mit Jean-Etienne Coulin (1792–1869)), Ami Bost, Antoine Jean-Louis Galland (1792–1862), Louis Gaussen (1790–1863), Emile Guers (1794–1882) und Henri Pyt (1796–1835) den Bibelkreis Société des Amis, eine Brüderunität mährischer Richtung (siehe auch Böhmische Brüder), der sich 1813 auf Bestreben der Compagnie des pasteurs wieder auflöste. Die Auflösung erfolgte, weil die Zusammenkünfte nicht durch kirchliche Behörden genehmigt worden waren und auf eine dissidente Kirche hinausliefen.
Nach einem Aufenthalt der Mystikerin Juliane von Krüdener in Genf, organisierte er für sie Versammlungen mit anderen Theologiestudenten, um ihr ein Auditorium zu verschaffen. Nach der Abreise der Baronin fuhr er mit den Versammlungen fort, was die 1810 eingesetzte Genfer Überwachungskommission zum Einschreiten veranlasste. Sie verbot den Theologiestudenten, als den zukünftigen Leitern der Genfer Kirche die Teilnahme an Versammlungen, die von einem nicht dazu Autorisierten geleitet würden. Henri-Louis Empeytaz selbst hatte über seine Aktivitäten mit dem zuständigen Pfarrer mehrere Unterredungen und musste am 29. Oktober 1813 vor der Compagnie des Pasteurs erscheinen, um sich zu verantworten. Allein die Pfarrer Charles Étienne François Moulinié (1757–1836) und Antoine-Paul-Pierre Demellayer (1765–1839), beide Freimaurer, setzten sich für den jungen Theologen ein. Doch es nützte nichts, man stellte ihn vor die Wahl, entweder die Organisation der Versammlungen aufzugeben oder auf sein Theologiestudium zu verzichten. Juliane von Krüdener riet zum Weitermachen, jedoch beugte er sich nicht und musste deswegen Genf 1814 verlassen. Aus den Erfahrungen mit Henri-Louis Empeytaz zog das Konsistorium die Konsequenzen und erliess auf Anregung der Compagnie eine Verfügung, die Theologiestudenten die Teilnahme an religiösen Veranstaltungen verbot, die nicht durch die Compagnie eingerichtet worden waren; Zuwiderhandelnde würden nicht ordiniert werden.
1816 lancierte er von Deutschland aus seine Considérations sur la divinité de Jésus-Christ, in denen er aufgrund der Analyse von 200 Predigten den Rationalismus der Genfer Kirche angriff; im gleichen Jahr traf er gemeinsam mit Juliane von Krüdener den schottischen Laienprediger Robert Haldane (1764–1842) in Basel, der einen entscheidenden Einfluss auf die Erweckungsbewegung in Genf ausübte.
1817 verfasste er eine Sammlung geistlicher Lieder, den Recueil de cantiques spirituels.

## Schriften (Auswahl)
- Considérations sur la divinité de Jésus-Christ. Paris 1817.
- Bericht über ein Treffen mit Johann Friedrich Oberlin 1819 in Ban-de-la-Roche.
- Notice sur Alexandre, empereur de Russie. Genf 1828.
- Recueil de cantiques spirituels. Avignon 1833.

## Musikstücke (Auswahl)
- Jésus ! mon Fort et mon Rocher.